# Frank Simpson (General)
Sir Frank Ernest Wallace „Simpo“ Simpson, GBE, KCB, DSO (* 21. März 1899; † 28. Juli 1986) war ein britischer Offizier der British Army, der als General
zwischen 1948 und 1951 Oberkommandierender des Heereskommandos West (General Officer Commanding in Chief Western Command) sowie von 1952 bis 1954 Kommandant des Imperial Defence College (IDC) in London war. Darüber hinaus war er zwischen 1961 und 1967 Chef des Ingenieurkorps (Chief, Corps of Royal Engineers) sowie von 1961 bis 1969 Gouverneur des Royal Hospital Chelsea.

## Leben

### Offiziersausbildung, Offizier und Zweiter Weltkrieg
Frank Ernest Wallace „Simpo“ Simpson, Sohn von Major Robert Wallace Simpson, MC, absolvierte nach dem Besuch der Bishop Cotton Boys’ School und der Bedford School eine Offiziersausbildung an der Royal Military Academy Woolwich (RMAW) und wurde nach deren Abschluss im 1916 als Leutnant (Second Lieutenant) in die Royal Engineers übernommen. Er nahm am Ersten Weltkrieg teil und absolvierte neben einem Studium am Trinity Hall der University of Cambridge von 1931 bis 1932 einen Lehrgang am Staff College Camberley. Nach verschiedenen Verwendungen als Offizier und Stabsoffizier war er zu Beginn des Zweiten Weltkrieges zwischen 1939 und 1940 Assistierender Militärsekretär im Kriegsministerium (Assistant Military Secretary, War Office). Er wurde für seine Verdienste 1940 Companion des Distinguished Service Order (DSO). Im weiteren Kriegsverlauf fungierte er zwischen 1940 und 1942 als Brigadegeneral im Generalstab (Brigadier General Staff) des V. Korps (V Corps) und danach von April 1942 bis Oktober 1943  als Brigadegeneral (Brigadier) und stellvertretender Leiter der Abteilung Militäroperationen im Kriegsministerium und war dort für den Bereich Übersee zuständig. Nachdem er am 25. Oktober 1943 zum kommissarischen Generalmajor (Acting Major-General) ernannt worden war, fungierte er zwischen Oktober 1943 und Februar 1945 als Leiter der Abteilung Militäroperationen im Kriegsministerium (Director of Military Operations, War Office). In dieser Verwendung wurde er 1944 Companion des militärischen Zweiges des Order of the Bath (CB (Mil)) sowie am 25. Oktober 1944 zum Generalmajor auf Zeit (Temporary Major-General) ernannt.

### Aufstieg zum General
Kurz vor Kriegsende wurde Generalmajor „Simpo“ Simpson am 12. Februar 1945 Assistierender Chef des Imperialen Generalstabes (Assistant Chief of the Imperial General Staff) und hatte dieses Amt bis Februar 1946 inne. Anschließend wurde er am 1. Februar 1946 Nachfolger von Generalleutnant Sir Archibald Nye Vize-Chef des Imperialen Generalstabes (Vice Chief of the Imperial General Staff) und bekleidete dieses Amt bis Februar 1948, woraufhin Generalleutnant Sir Gerald Templer ihn ablöste. Für seine Verdienste wurde er am 1. Januar 1947 zum Knight Commander des militärischen Zweiges des Order of the British Empire (KBE (Mil)) geschlagen und führte seither das Prädikat „Sir“.
Im März 1948 wurde er Nachfolger von Generalleutnant Sir Brian Horrocks Oberkommandierender des Heereskommandos West (General Officer Commanding in Chief Western Command) und hatte dieses Amt bis September 1951 inne, woraufhin Generalleutnant Sir Cameron Nicholson ihn ablöste. In dieser Verwendung wurde er auch zum General befördert und am 1. Januar 1951 auch zum Knight Commander des militärischen Zweiges des Order of the Bath (KCB (Mil)) geschlagen. Daneben fungierte er zwischen 1951 und 1954 als Generaladjutant (Aide-de-camp General) des Monarchen, und zwar zunächst von König Georg VI. (1951 bis 1952) und danach von Königin Elisabeth II. (1952 bis 1954). Im Januar 1952 löste er Admiral Sir Charles Daniel als Kommandant des Imperial Defence College (IDC) in London ab und verblieb in dieser Verwendung bis zu seinem Eintritt in den Ruhestand im Januar 1954. Am 1. Januar 1953 wurde er zum Knight Grand Cross des militärischen Zweiges des Order of the British Empire (GBE (Mil)) erhoben. Sein Nachfolger als Kommandant des IDC wurde im Januar 1954 Air Chief Marshal Arthur Sanders.
Nach seinem Eintritt in den Ruhestand war Sir Frank Simpson als Nachfolger von Sir Cameron Nicholson zwischen 1961 und seiner Ablösung durch Sir Charles Phibbs Jones 1969 als Gouverneur des Royal Hospital Chelsea, ein Altersheim für ausgediente und kriegsinvalide Soldaten der British Army in London. 1961 übernahm er von Sir Kenneth Crawford den Posten als Chef des Ingenieurkorps (Chief, Corps of Royal Engineers) und wurde auch in dieser Funktion 1967 von Sir Charles Phibbs Jones abgelöst. Er war seit 1934 von Charlotte Dulcie Margaret Cooke abgelöst.